# Melvinmania: The Best Of The Atlantic Years 1993-1996
Melvinmania: The Best Of The Atlantic Years 1993-1996 je album grupe The Melvins, koji je izdan 2003. godine od strane Atlantic Recordsa(UK). Pjesme od 1 do 5 su preuzete s albuma Houdini iz 1993. godine. Pjesme od 6 do 10 su preuzete s albuma Stoner Witch iz 1994. godine. Pjesme od 11 do 15 su preuzete s albuma Stag iz 1996. godine. Lori Black se nije pojavio ni na jednom video spotu.

## Popis pjesama
1. "Hooch" (Melvins) – 2:53
2. "Lizzy" (Melvins) – 4:47
3. "Honey Bucket" (Melvins) – 2:44
4. "Set Me Straight" (Melvins) – 2:27
5. "Pearl Bomb" (Melvins) – 2:49
6. "Queen" (Crover/Osborne) – 3:09
7. "Sweet Willy Rollbar" (Osborne) – 1:30
8. "Revolve" (Deutrom/Osborne) – 4:45
9. "Roadbull" (Crover/Deutrom/Osborne) – 3:27
10. "June Bug" (Deutrom/Osborne) – 2:02
11. "The Bit" (Crover/Osborne) – 4:45
12. "Bar-X-The Rocking M" (Crover/Deutrom/Osborne) – 2:25
13. "Tipping The Lion" (Osborne) – 3:30
14. "Black Bock" (Osborne) – 2:44
15. "Berthas" (Osborne) – 1:24

## Članovi
- Dale Crover - bubnjevi
- Buzz Osborne - Vokal, Gitara
- Lori Black - Bas na pjesmama 1 do 5
- Mark Neutrons - Bas na pjesmama 6 do 15